# Condamine (Ain)
Condamine és un municipi francès situat al departament de l'Ain i a la regió d'Alvèrnia-Roine-Alps. L'any 2007 tenia 380 habitants.

## Demografia

### Població
El 2007 la població de fet de Condamine era de 380 persones. Hi havia 146 famílies de les quals 35 eren unipersonals (22 homes vivint sols i 13 dones vivint soles), 34 parelles sense fills, 73 parelles amb fills i 4 famílies monoparentals amb fills.
La població ha evolucionat segons el següent gràfic:
Habitants censats

### Habitatges
El 2007 hi havia 159 habitatges, 141 eren l'habitatge principal de la família, 10 eren segones residències i 9 estaven desocupats. 140 eren cases i 18 eren apartaments. Dels 141 habitatges principals, 106 estaven ocupats pels seus propietaris, 34 estaven llogats i ocupats pels llogaters i 1 estava cedit a títol gratuït; 6 tenien dues cambres, 18 en tenien tres, 33 en tenien quatre i 83 en tenien cinc o més. 114 habitatges disposaven pel capbaix d'una plaça de pàrquing. A 53 habitatges hi havia un automòbil i a 81 n'hi havia dos o més.

### Piràmide de població
La piràmide de població per edats i sexe el 2009 era:
| Homes | Edats   | Dones |
| ----- | ------- | ----- |
| 0     | 95 o +  | 0     |
| 0     | 90 a 94 | 4     |
| 0     | 85 a 89 | 4     |
| 0     | 80 a 84 | 0     |
| 12    | 75 a 79 | 8     |
| 4     | 70 a 74 | 8     |
| 4     | 65 a 69 | 4     |
| 4     | 60 a 64 | 0     |
| 4     | 55 a 59 | 8     |
| 8     | 50 a 54 | 8     |
| 28    | 45 a 49 | 12    |
| 4     | 40 a 44 | 12    |
| 20    | 35 a 39 | 16    |
| 4     | 30 a 34 | 12    |
| 4     | 25 a 29 | 0     |
| 0     | 20 a 24 | 4     |
| 32    | 15 a 19 | 12    |
| 16    | 10 a 14 | 16    |
| 12    | 5 a 9   | 4     |
| 4     | 0 a 4   | 0     |

## Economia
El 2007 la població en edat de treballar era de 250 persones, 201 eren actives i 49 eren inactives. De les 201 persones actives 190 estaven ocupades (115 homes i 75 dones) i 11 estaven aturades (2 homes i 9 dones). De les 49 persones inactives 14 estaven jubilades, 19 estaven estudiant i 16 estaven classificades com a «altres inactius».

### Ingressos
El 2009 a Condamine hi havia 146 unitats fiscals que integraven 405 persones, la mediana anual d'ingressos fiscals per persona era de 20.219 €.

### Activitats econòmiques
Dels 14 establiments que hi havia el 2007, 2 eren d'empreses de fabricació d'altres productes industrials, 4 d'empreses de construcció, 5 d'empreses de comerç i reparació d'automòbils, 1 d'una empresa de transport, 1 d'una empresa de serveis i 1 d'una entitat de l'administració pública.
Dels 5 establiments de servei als particulars que hi havia el 2009, 1 era un taller de reparació d'automòbils i de material agrícola, 1 paleta, 1 guixaire pintor i 2 electricistes.
L'únic establiment comercial que hi havia el 2009 era una carnisseria.
L'any 2000 a Condamine hi havia 6 explotacions agrícoles.

## Equipaments sanitaris i escolars
El 2009 hi havia una escola elemental.

## Poblacions més properes
El següent diagrama mostra les poblacions més properes.